# Serichonus
Serichonus é um género monotípico de plantas com flores pertencentes à família Rhamnaceae. A única espécie é Serichonus gracilipes.